# Хилден, Юкка
Юкка Генри Микаэль Хилден (фин. Jukka Henry Mikael Hilden; род. 3 августа 1980, Сейняйоки, Финляндия) — финский каскадёр, актёр и участник шоу The Dudesons.

## Личная жизнь
В 2010—2018 годах Хилден был женат на Оути Хаапасалми, в браке родились сын Сису (род. январь 2012) и дочь Лили (род. 2014).
В 2019 году женился на танцовщице и хореографе Чачи Гонзалес. У супругов две дочери: София Роуз (род. 25 ноября 2019) и Амели Ирене (род. 20 июля 2021).
Хилден проживает в Хельсинки и Калифорнии.

## Фильмография
| Год  |     | Русское название             | Оригинальное название     | Роль        |
| ---- | --- | ---------------------------- | ------------------------- | ----------- |
| 2009 | ф   | Ты не будешь скучать по мне  | You Wont Miss Me          | н/д         |
| 2009 | ф   | —                            | Minghags                  | Дьюдсон     |
| 2016 | ф   | Прирожденные шутники         | Natural Born Pranksters   | н/д         |
| 2016 | ки  | —                            | Let It Die                | дядя Смерть |
| 2018 | кор | —                            | Conductor                 | жертва      |
| 2019 | ф   | Железное небо: Грядущая раса | Iron Sky: The Coming Race | Урбан II    |